# Clube Hóquei dos Carvalhos
O Clube Hóquei dos Carvalhos é uma equipa de Hóquei em patins portuguesa, fundado a 1 de Maio de 1940. Sediado em Pedroso, atualmente disputa a primeira divisão nacional de Hóquei. Considerado por muitos como uma das melhores escolas de formação do país.

### História
Fundado no dia 1 de Maio de 1940, por um grupo de empreendedores em Monte Murado, originalmente abrigava o Hóquei, e mais tarde o Voleibol cuja modalidade foi extinta em meados dos anos 80. No palmarés do voleibol, os Carvalhos conta com 1 Campeonato nacional de 1975/76.

### Formação
Ao longo dos anos, os Carvalhos têm-se cimentado no Hóquei nacional como uma das melhores escolas de formacão do país. Na época 1981/82 contou com dois campeonatos nacionais de juniores e de inciados. Em 1990/91 um campeonato nacional de iniciados e infantis, 1991/92 um campeonato nacional de Juvenis, e mais recentemente uma ida das equipas de Juvenis e infantis á final 4 do campeonato nacional, época 2011/12.
Hoje, o clube conta com cerca de 100 jovens praticantes da modalidade.

### Femininos
A equipa feminina de Hóquei dos Carvalhos é considerada uma das mais fortes do país. Conta no palmarés, 2 campeonatos nacionais, 1 taça de Portugal 1996/97, e uma supertaça 1998/99. Em julho de 2018, os Carvalhos atinge atinge a final da taça de Portugal, onde perdeu contra o SLBenfica por 7-3.
| Escalão   | 1981/82 | 1988/89 | 1990/91 | 1991/92 | 1996/97 | 1998/99 |
| --------- | ------- | ------- | ------- | ------- | ------- | ------- |
| Infantis  |         | x       | x       |         |         |         |
| Juvenis   |         |         |         | x       |         |         |
| Juniores  | x       |         |         |         |         |         |
| Iniciados | x       |         | x       |         |         |         |
| Femininos |         |         |         |         | x       | x       |